# Maria Rosa Pellesi
Bruna Pellesi, F.M.d.C., řeholním jménem Maria Rosa od Ježíše (11. listopadu 1917, Prignano sulla Secchia – 1. prosince 1972, Sassuolo) byla italská římskokatolická řeholnice, členka kongregace Františkánských misijních sester Kristových. Katolická církev ji uctívá jako blahoslavenou.

## Život
Narodila se dne 11. listopadu 1917 v obci Prignano sulla Secchia jako poslední z devíti dětí farmářů. Téhož měsíce byla pokřtěna jako Bruna Aldina Maria Pellesi. Po smrti jejích dvou švagrových pomáhala s výchovou a se zajišťováním finančních příjmů pro jejich šest osiřelých malých dětí.
Dne 27. srpna 1940 vstoupila do ženské řeholní kongregace Františkánských misijních sester Kristových a přijala řeholní jméno Maria Rosa od Ježíše. Dne 24. září 1941 přijala řeholní hábit a 24. září 1941 složila své první dočasné řeholní sliby.
Dne 11. července 1942 promovala jako učitelka v mateřské škole. Poté učila od 30. září 1942 do 19. května 1945 v mateřské škole Saint Anne v Sassuolu. Roku 1945 učila krátký čas ve Ferraře. Onemocněla však tuberkulózou a 5. září téhož roku byla hospitalizována. Hospitalizována byla do 15. listopadu, kdy byla poslána do sanatoria, kde byla do 7. prosince 1948, kdy odešla do sanatoria v Bologni. Dne 31. srpna 1947 složila své doživotní řeholní sliby. Její zdravotní stav se příliš nezlepšoval. Po zbytek života byla přesouvána do různých sanatorií. Třikrát vykonala pouť do Lurd. Vykonala také dvě slavnostní zasvěcení se Panně Marii, 16. července 1946 a 8. prosince 1961.
Zemřela dne 1. prosince 1972 v klášteře v Sassuolu na tuberkulózu.

## Úcta
Její beatifikační proces započal dne 6. března 1981, čímž obdržela titul služebnice Boží. Dne 1. července 2000 ji papež sv. Jan Pavel II. podepsáním dekretu o jejích hrdinských ctnostech prohlásil za ctihodnou. Dne 26. června 2006 byl uznán zázrak na její přímluvu, potřebný pro její blahořečení.
Blahořečena pak byla dne 29. dubna 2007 v katedrále sv. Kolumby v Rimini. Obřadu předsedal jménem papeže Benedikta XVI. kardinál José Saraiva Martins.
Její památka je připomínána 1. prosince. Bývá zobrazována v řeholním oděvu.